# Mieczysław Bohatkiewicz
Mieczysław Bohatkiewicz (ur. 1 stycznia 1904 w Krykałach, zm. 4 marca 1942 w Berezweczu) – polski duchowny katolicki, męczennik, błogosławiony katolicki.

## Życiorys
Mieczysław Bohatkiewicz urodził się w Krykałach koło Duniłowicz na Wileńszczyźnie, syn Stanisława i Józefy z Zienkiewiczów. Jeden z jego młodszych braci był także księdzem.
Naukę początkowo pobierał w domu, a następnie w szkole powszechnej w Sitcach koło Parafianowa. Edukację kontynuował w Gimnazjum w Budsławiu, Dokszycach i gimnazjum biskupim w Nowogródku. Tam wstąpił do Seminarium Duchownego. W 1925 roku utworzona została diecezja pińska i seminarium przeniesiono do Pińska. Dnia 23 sierpnia 1933 roku otrzymał święcenia kapłańskie.

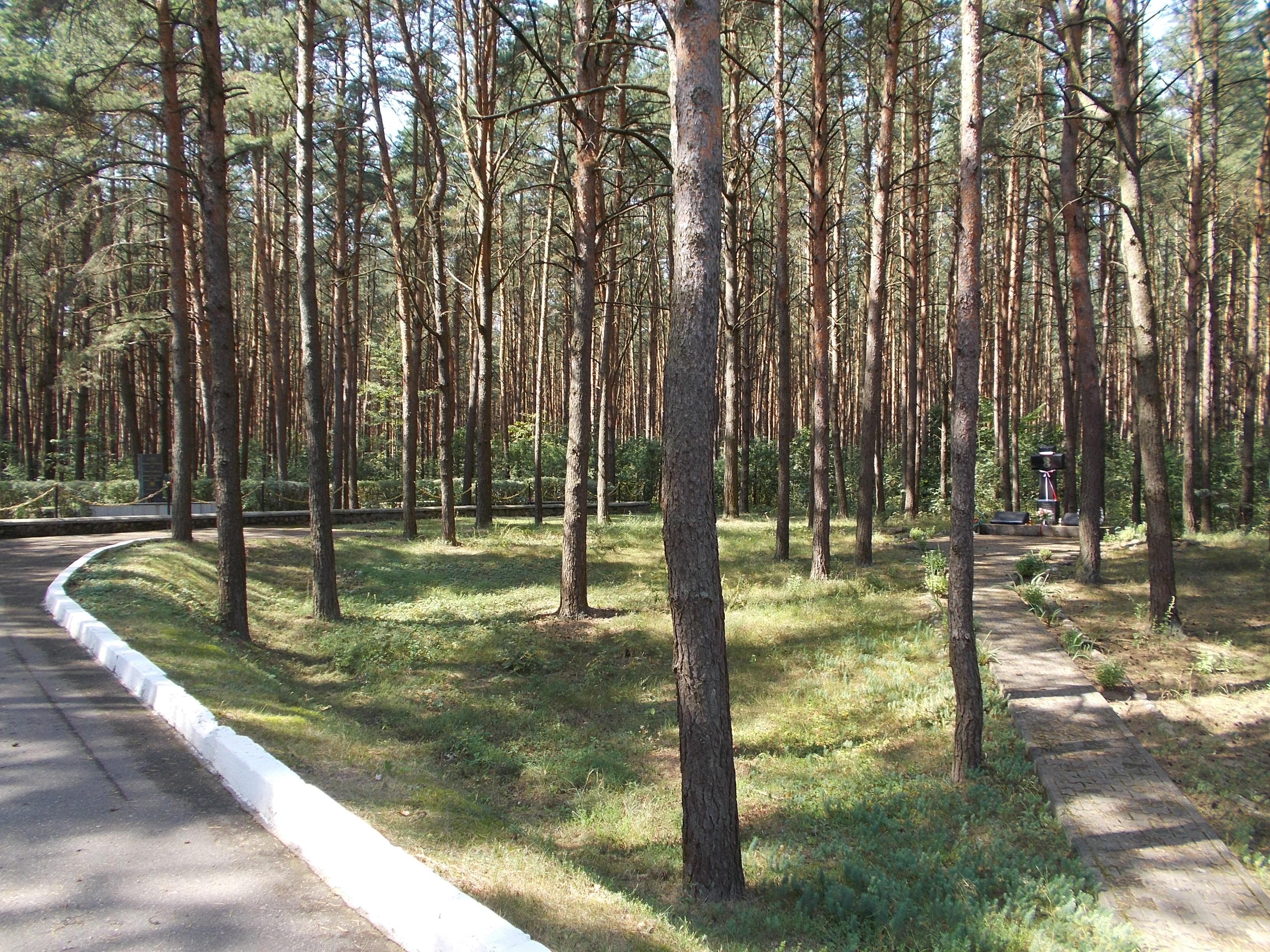
Las Borek w okolicy Berezwecza

W 1933 roku podjął pracę jako wychowawca w Niższym Seminarium Duchownym w Drohiczynie i jednocześnie podjął studia na Uniwersytecie Warszawskim. W latach 1936–1939 był prefektem gimnazjum w Łunińcu. Po wybuchu wojny we wrześniu 1939 (szkoła zostaje zamknięta) wyjechał do młodszego brata ks. Stanisława, który był proboszczem w Puszkach w powiecie brasławskim. W pobliskich Pelikanach objął nieobsadzone probostwo. W listopadzie 1941 przeniósł się do Dryssy, aby tam służyć katolikom od wielu lat pozbawionym obsługi kapłańskiej. Jego działalność pasterska nie podobała się okupantom. Dostawał ostrzeżenia od księży Marianów z Drui o grożącym mu aresztowaniu przez gestapo. Pozostał jednak na posterunku. Dnia 16 stycznia 1942 roku został aresztowany i osadzony w więzieniu w Brasławiu. Z Brasławia przewieziono go do więzienia w Berezweczu. Dnia 4 marca 1942 roku ks. Mieczysław Bohatkiewicz wraz z grupą więźniów został rozstrzelany w lesie Borek. Mieczysław Bohatkiewicz został beatyfikowany przez Jana Pawła II w Warszawie dnia 13 czerwca 1999 roku w grupie 108 błogosławionych męczenników. Wśród nich byli ks. Władysław Maćkowiak i ks. Stanisław Pyrtek rozstrzelani razem z Mieczysławem Bohatkiewiczem.